# Clytiomya vernalis
Clytiomya vernalis là một loài ruồi trong họ Tachinidae.